# Pies rojos

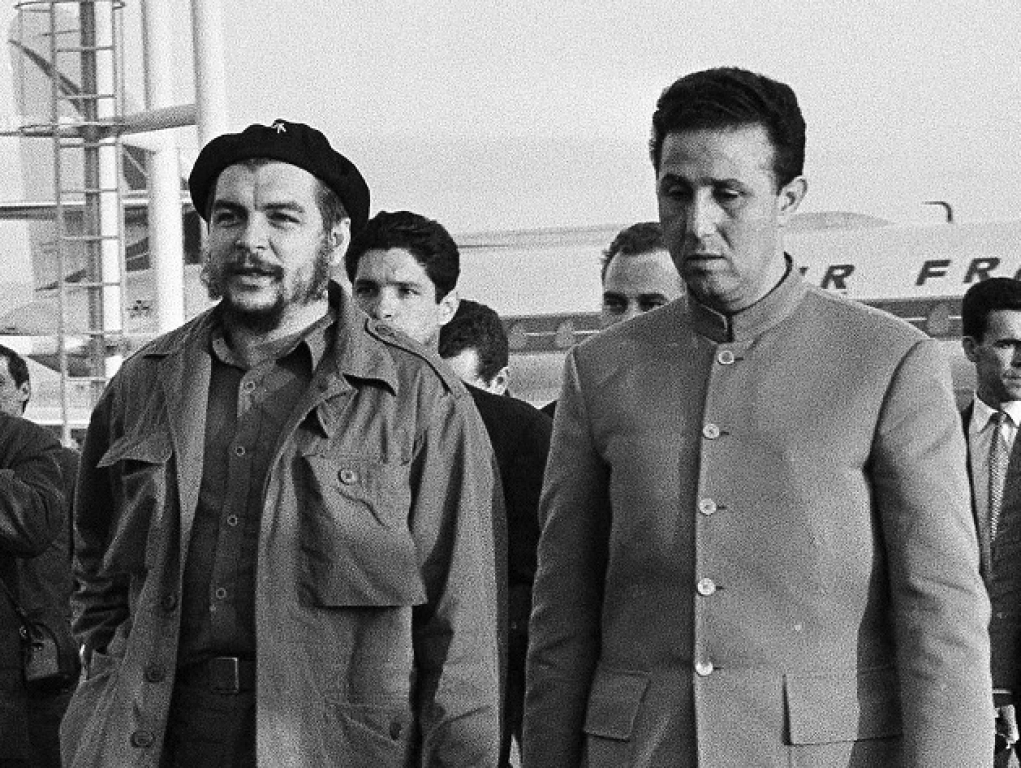
El Che Guevara junto a Ben Bella durante su visita a Argel en 1963

Los pies rojos (en francés, pieds-rouges) fue un grupo heterogéneo de voluntarios, principalmente de nacionalidad francesa, comprometidos con la lucha anticolonialista que acuden a Argelia con el fin de apoyar la causa del Frente de Liberación Nacional (Argelia) y contribuir al desarrollo del nuevo Estado independiente. Entre sus miembros, destaca la presencia de militantes comunistas, trotskistas, republicanos laicos y hasta algunos identificados con la corriente de la izquierda cristiana. A pesar de proceder de escuelas ideológicas diferentes, todos se unen bajo un ideal común, fomentar la emancipación de los pueblos oprimidos enarbolando la bandera del socialismo. En efecto, estos hombres y mujeres, deciden viajar a una tierra desconocida para la mayoría, inspirados por la oportunidad histórica de construir una sociedad basada en los principios de la justicia social y el progreso humano. El fervor revolucionario se encuentra tan presente en las calles de la capital que una parte de ésta generación de voluntarios vislumbra en el conflicto argelino, “la continuación histórica de la Revolución de Octubre”. De hecho, la capital del país mediterráneo, recibió el apodo de la “Meca de las Revoluciones” y alcanzó su paroxismo revolucionario con la llegada del Che Guevara en 1963.
El término pied-rouge resulta de la combinación entre pieds-noirs, expresión utilizada para designar aquellos franceses nacidos en Argelia durante la colonización y la palabra "rouge", refiriéndose a los franceses identificados con las ideas socialistas.

### Contexto Histórico
En 1962, la prioridad para el nuevo régimen se centra en la reconstrucción de Argelia que sigue anclada en las viejas dinámicas de dominación heredadas del sistema colonial, con una economía principalmente rural y una población mayoritariamente analfabeta. Para lograr dicho fin y, debido a la escasez de personal cualificado necesario para dirigir un país hacia un horizonte de modernización, los dirigentes del FLN ven con buenos ojos la llegada de miles de voluntarios, dispuestos a ofrecer su conocimiento teórico y experiencia práctica en ámbitos como la educación, la medicina, la agricultura y la administración. En ese sentido, los "gaouris" estaban convencidos de que al apoyar la causa del FLN, se convertirían en “el faro de la revolución antiimperialista” y un símbolo de resistencia en todo el mundo. En 2012, el director francés Cedric Condom realizó un documental intitulado Algerie, nos années pieds rouges donde recopila testimonios y aporta imágenes de la revolución que nos invitan a descubrir visualmente la realidad de la época.

### Papel del Islam en la revolución
Pierre Maillot, pied-noir de nacimiento y formado en los principios de la tradición republicana, forma parte de los miles de voluntarios que se desplazan al país magrebí para cooperar en el desarrollo del nuevo Estado. Según él, la revolución argelina fue atravesada por un doble discurso. En poco tiempo tomó conciencia de una realidad invisible a los ojos de la izquierda revolucionaria francesa. Maillot define dicho fenómeno como “las dos guerras de Argelia”. En primer lugar, se impone un discurso de lucha antiimperialista inspirado en un vocabulario occidentalizado y alentado por el espíritu revolucionario de la época, donde el aparato dirigente del FLN no duda en apelar a los principios socialistas para justificar su causa, resultando intensamente mediatizada y apoyada a nivel internacional. Frente a esta realidad tangible, se cristaliza otra guerra silenciosa orquestada en el interior del país y animada por motivos ajenos a las reivindicaciones marxistas. En efecto, en las zonas rurales los eslóganes a favor de la “defensa del socialismo, la promoción de la reforma agraria, la liberación de la mujer o las libertades democráticas”, no tienen el mismo impacto que en la capital y la movilización para luchar contra la autoridad francesa se logra esencialmente bajo la premisa de “liberar la tierra del Islam de la presencia del infiel, retomar la conquista de la época de las cruzadas y de hacer la yihad”. Por su parte, Monique Gadant, historiadora y pied-rouge, presenta una conclusión similar afirmando que “a nivel de la realidad, para un buen número de combatientes de origen campesino, la yihad era más bien una lucha contra el infiel que contra el imperialismo francés”.

### Fin de un sueño

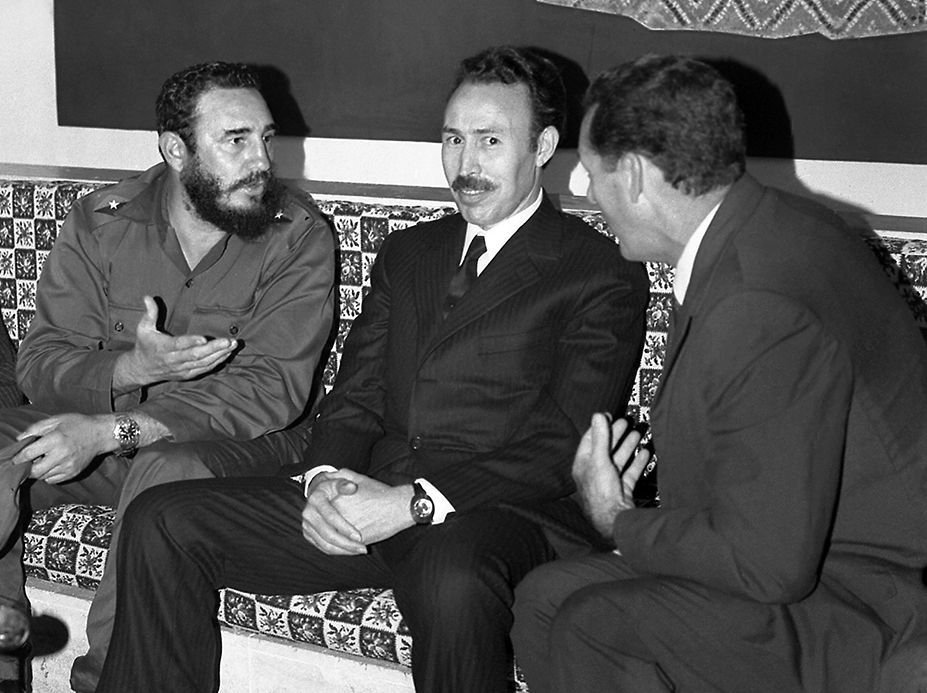
El coronel Boumédiène en el centro acompañado de Fidel Castro

Los sueños de emancipación y de revolución socialista impulsados por la generación de los pieds-rouges se desvanecen definitivamente con el golpe de Estado del coronel Houari Boumédiène el 19 de junio de 1965. A partir de entonces, los militantes comunistas son perseguidos y encarcelados, incluso los que forman parte de la corriente marxista del FLN son acusados de ir en contra de los intereses de Argelia. Además, el mismo año se funda el periódico oficial del régimen, El Moudjahid, cuyo significado no es lo que había imaginado en un primer momento la izquierda antiimperialista francesa, a saber “combatiente” sino más precisamente “combatiente de la fe”. De hecho, el principal animador del ala izquierda del FLN y gran historiador, Mohammed Harbi, cita una frase extraída de un texto de la rebelión argelina que define el pensamiento del partido: ”La revolución argelina se fundó y edificó sobre el respeto de los principios del Islam, y es únicamente a éste título que la revolución fue aceptada y fomentada por el pueblo argelino”.